# أونو (شركة)
أونو هي شركة جزائرية للسوبرماركت تأسست سنة 2007 بالجزائر، وهي تابعة لمجموعة سيفيتال.